# Laurier Gardner
Pour les articles homonymes, voir Gardner.
Laurier Gardner, né le 1er octobre 1944 à Sainte-Hélène-de-Chester et mort le 30 décembre 2019 à Princeville, est un homme politique québécois.

## Biographie
Il est le frère de Roch Gardner.